# Spoorlijn 44
Spoorlijn 44 is een Belgische spoorlijn die Pepinster verbond met Stavelot. De lijn was 36,8 km lang. Sinds 1973 verbindt de spoorlijn Pepinster met Spa en is de lijn nog slechts 12,5 km lang.

## Geschiedenis
Op 21 oktober 1854 werd de spoorlijn tussen Pepinster en Theux officieel geopend door de spoorwegmaatschappij Société du chemin de fer Pépinster-Spa. Op 7 november van datzelfde jaar konden de treinen reeds doorrijden tot La Reid en vanaf 17 februari 1855 was de verbinding naar Spa afgewerkt.
Op 20 februari 1867 werd de verbinding van Spa naar Stavelot officieel opengesteld door de spoorwegmaatschappij Compagnie française des chemins de fer de l'Est. Bij het plaatsje Eau Rouge passeerde de spoorweg op 350 meter van de staatsgrens met koninkrijk Pruisen (Rijnprovincie). Op diezelfde 20 februari 1867 nam de spoorwegmaatschappij "de l'Est" ook de exploitatie van het traject Pépinster-Spa over. Men ging de spoorlijn exploiteren als deel van de internationale verbinding Spa - Luxemburg. In Stavelot sloot de spoorlijn aan op spoorlijn 45 richting Trois-Ponts. In ruimer opzicht bediende de spoorlijn gedurende enkele decennia ook de verbinding Luik - Luxemburg, aangezien de huidige spoorverbinding langs de nauwe en bochtige vallei van de Amblève pas in 1890 werd geopend (spoorlijn 42).
In 1872 werd de exploitatie overgenomen door de Belgische Staatsspoorwegen en in 1926 door de NMBS.
De spoorlijn werd aangelegd op enkelspoor, maar tussen 1901 en 1903 werd de sectie Pepinster - Spa op dubbelspoor gebracht. Dit tweede spoor werd in 1942 door de Duitse bezetter afgebroken.
Op de sectie Géronstère - Stavelot werd het reizigersverkeer stopgezet op 2 augustus 1959. Tot 1966 reden tussen Géronstère en Francorchamps nog speciale treinen tijdens auto- en motorwedstrijden op het Circuit van Spa-Francorchamps. Goederenverkeer bleef nog plaatsvinden tot 30 juni 1969. In 1973 werden de sporen tussen Géronstère en Stavelot opgebroken.

## Toestand sinds 2015
Op 23 mei 1971 was het resterende stuk tussen Pepinster en Géronstère geëlektrificeerd met een bovenleidingsspanning van 3 kV gelijkspanning. De maximumsnelheid bedraagt 70 km/u.
Op het opgebroken deel werd van Sart-lez-Spa tot Stavelot een half verhard pré-RAVeL fiets- en wandelpad aangelegd (17 km).
Met de dienstregeling 2015 werd de treindienst uit Spa vanuit Welkenraedt doorgetrokken over spoorlijn 37 naar Aken.

## Treindiensten
De NMBS verzorgt het personenvervoer met L- en Piekuurtreinen.
| Serie  | Treinsoort                        | Route                                          | Bijzonderheden             |
| ------ | --------------------------------- | ---------------------------------------------- | -------------------------- |
| L 5000 | L-trein / Regional-Express (NMBS) | Verviers-Centraal – Pepinster – Spa-Géronstère |                            |
| P 7495 | Piekuurtrein (NMBS)               | Spa-Géronstère – Pepinster – Verviers-Centraal | Rijdt alleen op werkdagen. |

## Aansluitingen
In de volgende plaatsen is of was er een aansluiting op de volgende spoorlijnen:
Pepinster
Spoorlijn 37 tussen Luik-Guillemins en Hergenrath
Stavelot
Spoorlijn 45 tussen Waimes en Trois-Ponts

## Galerij

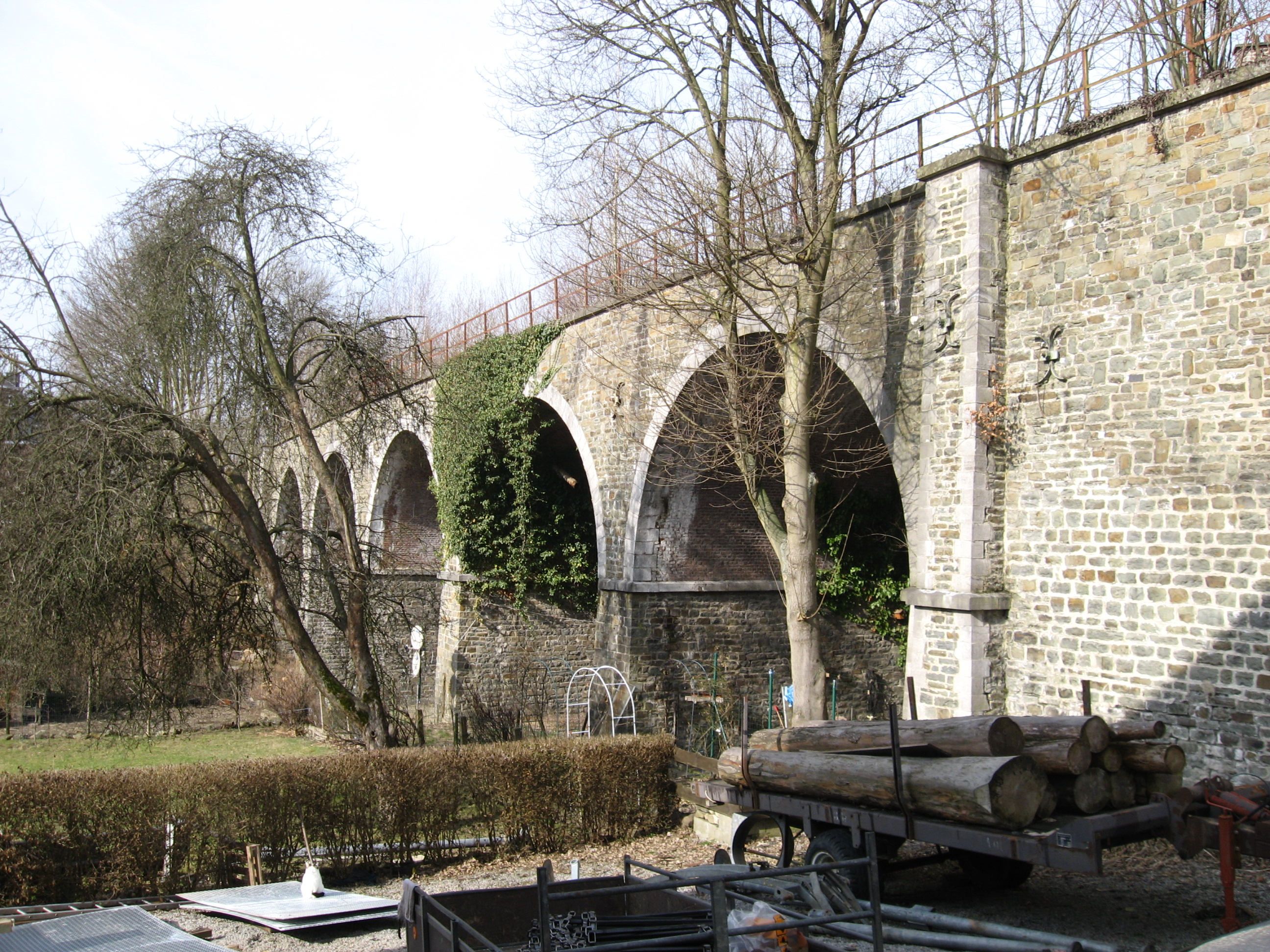
Viaduct in Spa, waar de lijn uit het dal klimt
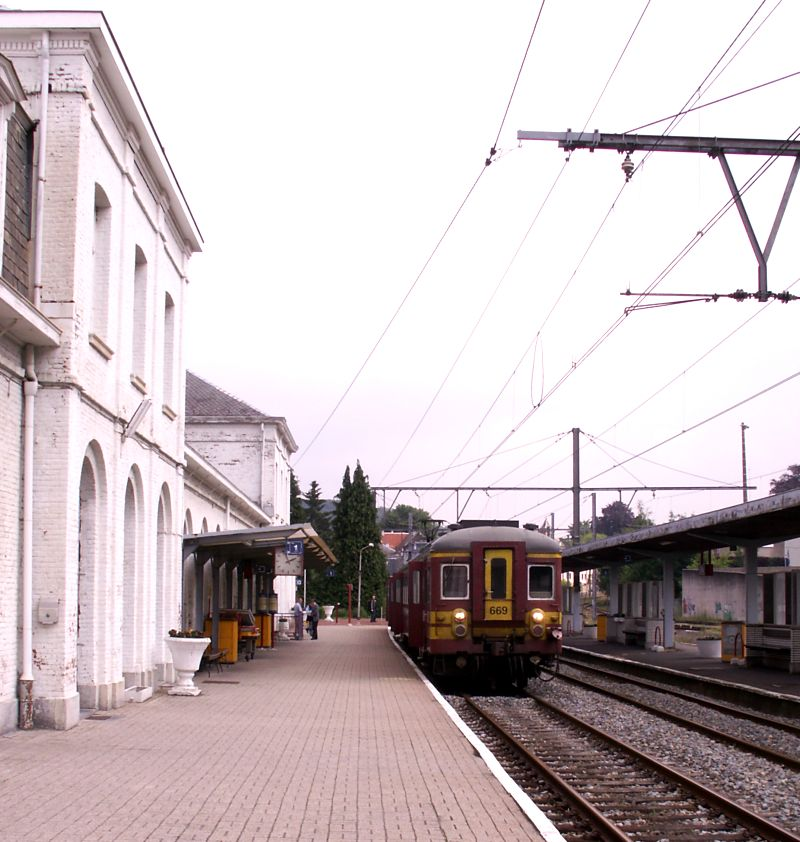
Station Spa
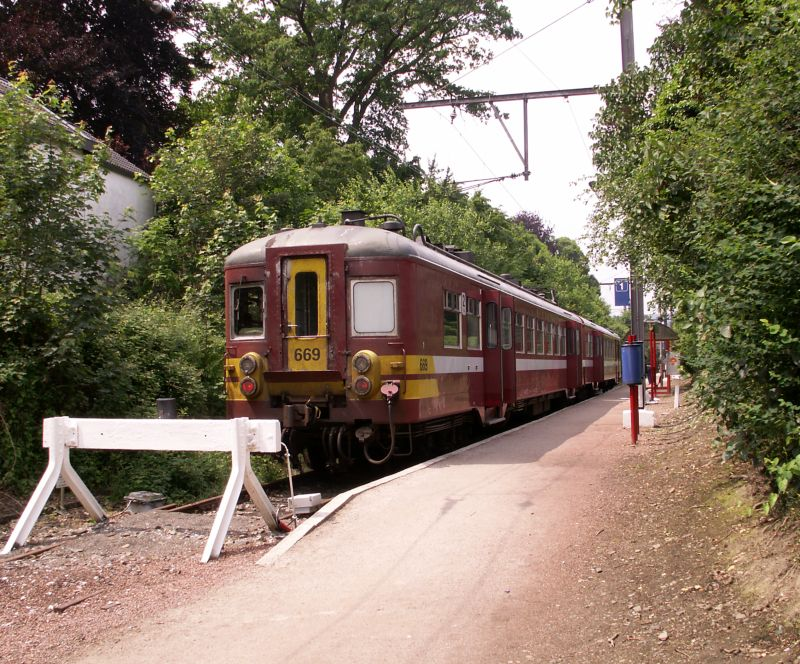
stopplaats Spa-Géronstère
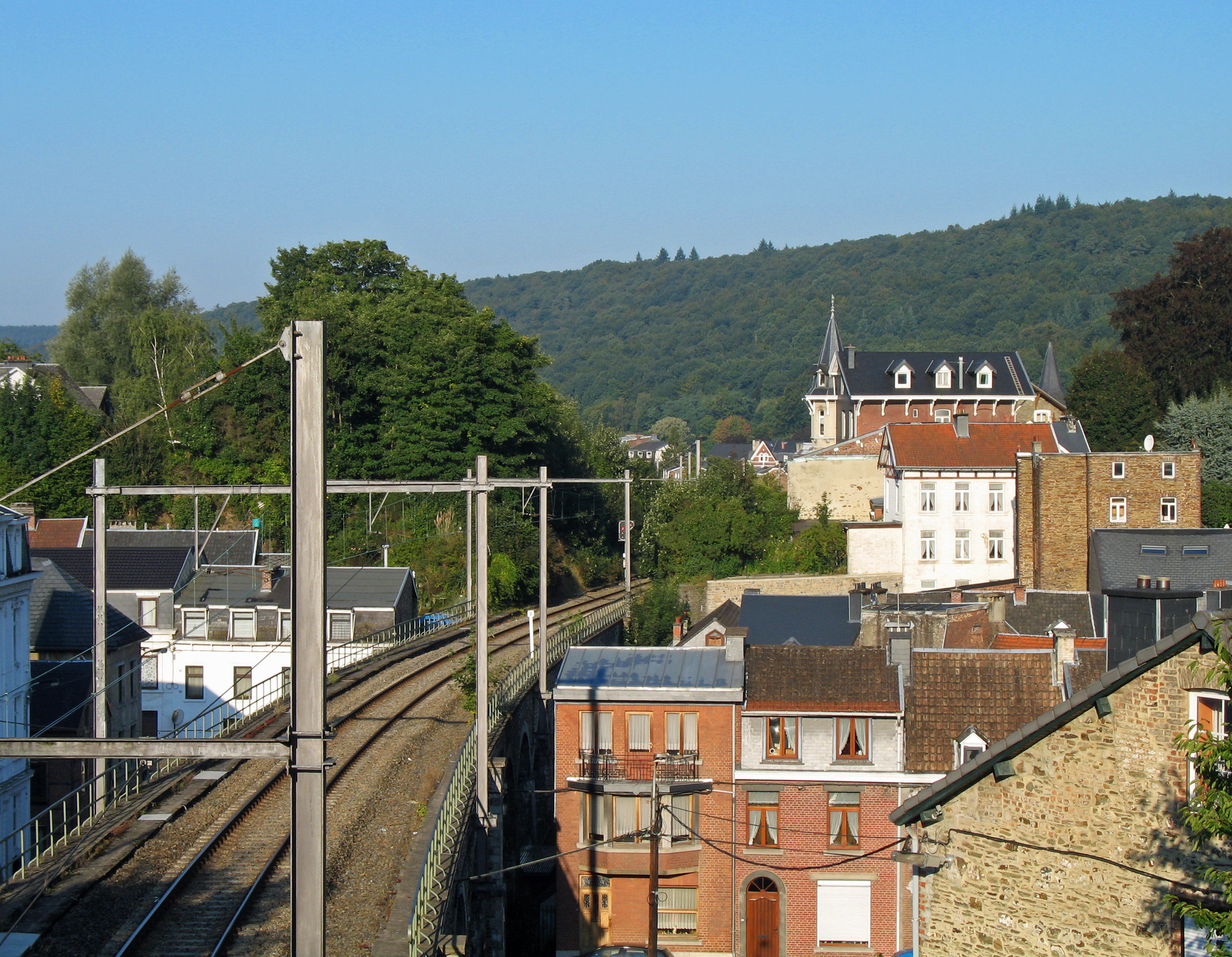
Lijn 44 tussen de stations van Spa-Géronstère en Spa